# Vojmilovići
Vojmilovići (cyr. Војмиловићи) – wieś w Serbii, w okręgu raskim, w gminie Raška. W 2011 roku liczyła 107 mieszkańców.